# Kordlar Tepe
Der Kordlar Tepe ist ein Siedlungshügel im Iran und liegt in Nord-Iran an einer beherrschenden Stelle in der Rezaiyeh-Ebene, am Westufer des Urmiasees, etwa 13 km östlich der Provinzhauptstadt Urmia in der Provinz West-Aserbaidschan.
Kordlar bedeutet „Kurde“ , Tepe bzw. Tell ist in der Archäologie eine Erhebung, die durch wiederholte Besiedlung entstand. Es wurden sechs Siedlungsschichten festgestellt. Wie auch Hasanlu, Dalmā Tepe, Agrab Tepe, Geoy Tepe, Yanik Tepe, Dinkha Tepe und Haftavan Tepe ist Kodlar Tepe wichtig für Erforschung der Bronze- und Eisenzeit.

## Siedlungshügel
Kordlar Tepe besitzt einen Durchmesser von etwa 200 bis 250 m. Die Grabungen fanden vor allem am nordöstlichen Teil des Grabungshügels statt. Hier wurden die zwei Perioden A und B unterschieden. In Periode B von Kordlar Tepe bestand ein mehrräumiges Gehöft, welches mehrfach umgebaut wurde. Zwischen den Perioden A und B lag ein Siedlungshiatus. In der Periode A (2. Jahrtausend v. Chr.) standen im Grabungsschnitt mehrere einräumige Hütten. Südöstlich des Tells wurde ein Tiefschnitt angelegt. Das Fundinventar dieses 13 m tiefen Schnittes zeigt eine Besiedlung vom Neolithikum bis in die Sasanidenzeit. Während der Ausgrabungen kamen auch mittelalterliche Gräber zutage.

## Forschungsgeschichte
Nach einer Vorexpedition im Jahre 1971 wurden 1972 bis 1978 von der Universität Innsbruck unter der Leitung von Karl Kromer und (ab 1974) Andreas Lippert jährliche Untersuchungen durchgeführt.
Den Fundplatz hatte die österreichische Expedition bereits 1969 ausgewählt, um kulturelle Zusammenhänge zwischen der transkaukasischen Spätbronze- und frühen Eisenzeit mit der europäischen Urnenfelderkultur zu erforschen.